# Главни судија Канаде
Главни судија Канаде (енгл. Chief Justice of Canada; фр. Juge en chef du Canada) је предсједник Врховног суда Канаде.

## Именовање
Главног судију Канаде формално поставља генерални гувернер Канаде на предлог Тајног савјета за Канаду. Фактички, именовање се врши на предлог Кабинета односно премијера.
Врховни суд Канаде се састоји из главног судије и осам млађих судија. Сви они се именују из реда судија високих судова или из реда адвоката који су чланови адвокатске коморе најмање 10 година. Главни судија се поставља за члана Тајног савјета за Канаду прије полагања заклетве за главног судију.

## Дјелокруг
Главни судија Канаде има надлежности у суђењу и изван суђења. Основна дужност главног судије је да предсједава засједањима Врховног суда Канаде и да се стара о пословима правосудне управе.
Једна од дужности је такође предсједавање Канадским судским савјетом (енгл. Canadian Judicial Council), који се састоји из свих главних судија и помоћних главних судија из свих високих судова у Канади. Ово тијело, успостављено Актом о судијама, организује семинаре за именоване федералне судије, координира све дискусије које се тичу судства, и спроводи истраге, на основу јавних притужби или на захтјев федералног министра правде или провинцијског главног тужиоца, о понашању свих именованих федералних судија.
Најважнија дужност коју главни судија може обављати, изван надлежности у суђењу, замјењивање је генералног гувернера Канаде. Када генерални гувернер умре, бива спријечен или је ван земље у периоду више од једног мјесеца, главни судија или, уколико је дужност упражњена, најстарији млађи судија у Врховном суду, постаје администратор Канаде и извршава све обавезе и дужности генералног гувернера.
Главни судија и млађе судије у Врховном суду Канаде су формално замјеници генералног гувернера, у сврху давања краљевског пристанка на законе које је усвојио Парламент Канаде, потписивања званичних докумената или примања акредитива од новоименованих амбасадора и посланика.
Главни судија је такође члан савјетодавног тијела канадског највишег грађанског одликовања, Ордена Канаде. Међутим, главни судија се увијек уздржава од гласања за одузимање ордена од појединца, највише због тога што се поступак одузимања ордена досада примјењивао само на појединце осуђене од стране нижих судова за кривична дјела. Уколико би тај појединац улагао жалбу на осуду, све до Врховног суда, главни судија би се могао наћи у сукобу интереса.
На основу Electoral Boundaries Readjustment Act, свака провинција има трочлану комисију одговорну за промјену граница изборних округа. Сви предсједавајући комисија се постављају од стране главног судије одговарајуће провинције. Уколико главни судија провинције не изврши постављење, та дужност прелази на главног судију Канаде.